# Simeão de Euceta
Simeão (em grego medieval: Συμεών; romaniz.: Symeón) foi um bispo bizantino do século X. Era metropolita de Euceta no Helenoponto e foi sucedido por Miguel. Ele e o cartofílax João foram destinatários da epístola 39 de Nicéforo Urano na qual se menciona que Miguel e Nicéforo acompanharam Basílio II (r. 976–1025) numa campanha.